# Moorsel
Moorsel è una località belga ricompresa nel territorio della città di Aalst, nelle Fiandre orientali.
Ha costituito comune autonomo fino al 1977.